# 阿拉贡河
42°25′13″N 1°29′18″W / 42.4202455°N 1.4884556°W
阿拉贡河（Río Aragón），是埃布罗河左岸主要支流之一，发源于西班牙韦斯卡省境内，向南流至纳瓦尔省境内注入埃布罗河，全长195公里。